# 간바야시촌
간바야시촌(일본어: 神林村)은 일본 나가노현 히가시치쿠마군에 존재했던 촌이다.  (1875년 10월 25일 - ) 1954년 8월 1일, 쇼와 대합병에 의해 마쓰모토시에 편입되었다.

## 역사
- 1889년 4월 1일 - 정촌제 시행에 의해 히가시치쿠마군 간바야시촌이 단독으로 자치체를 형성하였다.
- 1954년 8월 1일 - 마쓰모토시에 편입되어 동일 간바야시촌은 폐지되었다.

## 참고문헌
- 『市町村名変遷辞典』東京堂出版、1990年。